# Provincia Annaba
Provincia Annaba (în arabă  ولاية عنابة) este o unitate administrativă de gradul I (wilaya) a Algeriei. Reședința sa este orașul Annaba.